# 성주문화예술회관
성주문화예술회관은 경상북도 성주군 성주읍 성산9길 45에 있는 예술 회관이다. 2003년 5월 26일 개관하였다.

## 연혁
- 1994. 01. 18 성주종합문화예술회관 건립계획 수립 - 최초안
- 1995. 10. 26 건립부지 - 함바우못 매입
- 1996. 08 ~ 1998. 03 문화예술회관 건립 설계용역
- 1999. 07. 22 문화예술회관 복합화방안 결정 - 예술회관 + 여성회관
- 2000. 01. 06 착공
- 2001. 10. 31 준공
- 2002. 11. 20 성주군문화예술회관 설치 및 운영조례 및 규칙 제정
- 2003. 05. 26 개관

## 현황
- 위치: 경상북도 성주군 성주읍 성산9길 45
- 부지: 면적 14,890m2
- 시설 내역: 대공연장, 문화여성복지센터
- 건축면적: 3.869m2(대강당: 2,980m2, 문화여성복지센터 889m2)
- 연면적: 6,673m2(대강당 4,321m2, 문화여성복지센터 2,351m2)
- 주차장: 3,133m2(주차면수 200대)
- 기타: 조경면적 2,823m2, 광장 6,819m2